# Ferdinand Langlé
 (mai 2015).
Si vous disposez d'ouvrages ou d'articles de référence ou si vous connaissez des sites web de qualité traitant du thème abordé ici, merci de compléter l'article en donnant les références utiles à sa vérifiabilité et en les liant à la section « Notes et références ».
Pour les articles homonymes, voir Langle et Langlois.
Joseph Adolphe Langlois, dit Ferdinand Langlé, est un auteur dramatique et un journaliste français né à Paris le 21 octobre 1798 et mort dans le 9e arrondissement de Paris le 18 octobre 1867.
Il est également le fondateur des Pompes funèbres générales.

## Biographie
Joseph Langlois est le fils d'Honoré Langlé (1741-1807), compositeur français d'origine monégasque.
Après des études de médecine, il dirige la Compagnie générale des sépultures avant de fonder en 1828 l’Entreprise générale des pompes funèbres.
Il s'oriente ensuite vers la littérature. Sous les pseudonymes de Ferdinand ou d'Eusèbe, il écrit des articles dans divers journaux ainsi que plusieurs pièces de théâtre qui connaissent un certain succès. Il publie aussi deux œuvres anonymes en vieux français : Les Contes du gay sçavoir, ballades, fabliaux et traditions du moyen âge (1828) et L’Historial du jongleur, chroniques et légendes françaises (1829).
Il meurt en 1867 à 68 ans et est inhumé au cimetière du Père-Lachaise (13e division).
Il est le père d'Aylic Langlé (1827-1870) et Marie-Ange-Ferdinand Langlois (-1908), tous deux également auteurs dramatiques et journalistes.

## Œuvre
- Une journée à Montmorency, tableau-vaudeville en un acte de Théaulon, Ramond et Ferdinand, 1822
- Apollon II, ou les Muses à Paris, 1825
- Maître Pathelin, 1836
- Venise au 6e étage, 1836
- La Manie des bals masqués, 1836
- La Jacquerie, opéra en quatre actes de Ferdinand Langlé et Alboize, musique de Joseph Mainzer, 1839